# Colombo (Brasil)
Colombo és una ciutat d'uns 217.000 habitants al sud de l'estat brasiler de Paranà. És la tercera ciutat més gran de la regió metropolitana de Curitiba, la capital estatal, situada a 18 km de distància. Va ser fundada el 5 de febrer de 1890. Està situat a 25° 17′ 30″ S, 49° 13′ 27″ W, a una altitud d'uns 1.000 metres sobre el nivell del mar. La ciutat és la major colònia italiana paranaense.